# Kamal Munir
Kemal Munir (arab. كمال منير; ur. w Kairze) – egipski zapaśnik walczący w stylu klasycznym. Olimpijczyk z Londynu 1948, gdzie zajął czternaste miejsce w wadze półśredniej do 73 kg.